# Садонский рудник
Садонский рудник — бывшее горнодобывающее предприятие входившее в структуру Садонского свинцово-цинкового комбината. Расположено под южным отрогом горы Сагдуцан, между посёлками Садон и Мизур Северной Осетии. Закрыт в 90-х годах по причине отработки основных промышленных запасов руды на месторождении.

## История
В 1843 году греческий частный предприниматель Спиридон Чекалов приступил к разработке описанных в 1768 году Российской экспедицией свинцово-серебряных месторождений кустарным способом. Промышленная добыча на рудниках Садонского месторождения датируется 1852 годом. С этого момента Российская империя стала получать собственный свинец, который до этого закупала на Западе. Рудник входил в Горно-химическое общество «Алагир». С 1854 года, всего за пару лет, были отработаны самые богатые и доступные участки месторождения, после чего в 1856 году рудник был закрыт. К началу 60-х годов создана рудная база и возобновлена добыча с обогащением, а в 1886-м основан рабочий посёлок Садон. После Октябрьской революции рудник временно прекратил работу.
В Советском союзе было принято решение продолжить разработку Садонской группы месторождений. В 1922 году создаётся Садонский свинцово-цинковый комбинат (ССЦК), куда вошли Садонский и Ходский рудники и Мизурская горно-обогатительная фабрика. В период с 1923 по 1925 гг. предприятие являлось единственным в СССР поставщиком цинка. В начале 50-х годов Садонский рудник был самым большим в структуре ССЦК. В 70-е годы мощность предприятия достигла 745 тысяч тонн руды в год. С середины 80-х начался спад объёмов добычи и переработки руд.
После распада Советского Союза ССЦК столкнулся с экономическими трудностями, вследствие чего Садонский рудник был закрыт. В 2004 году на Мизурской горно-обогатительной фабрике планировалось перерабатывать руды Садонского и Архонского месторождений. Однако ввиду истощения минерально-сырьевой базы, добыча так и не была начата. Садонское рудоуправление ликвидировали в 2009 году, рудники входившие в структуру забросили.

## Работа на руднике
В царские времена условия труда горняков были весьма суровыми. Несмотря на то, что основные подземные выработки прекрасно освещались, в руднике отсутствовала какая-либо вентиляция. Дым от взрывов динамита буквально душил. За год состав шахтёров постоянно сменялся — не выдерживал даже самый сильный и здоровый человек. Подъём на сто метров по лестнице отнимал у рабочих полчаса свободного времени, механизированные подъёмники отсутствовали.
В годы Великой Отечественной войны, в тяжелых трудовых условиях, шахтеры добывали стратегическое сырьё для нужд фронта. А в послевоенные годы на Садонском руднике работали немецкие военнопленные. На Садонском свинцово-цинковом комбинате выросли целые семейные династии профессиональных горняков, геологов, обогатителей: Бесоловы, Болдыревы, Рамоновы, Битаровы, Дзитоевы, Кайтуковы, Кулешовы, Чернышовы, Томаевы, Каировы и другие. Многие шахтеры за ударный труд были удостоены высоких правительственных наград, в том числе звания Героя Социалистического Труда, ряд знатных горняков избирались депутатами Верховного совета СССР.
Одной из главных проблем Садонских рудников было использование устаревших технологий разработки месторождений. До 1950 года на рудниках применяли систему разработки горизонтальными слоями с закладкой выработанного пространства металлосодержащей горной массой. В 1954 году освоен одностадийный порядок работ с магазинированием руды без целиков. Увы, предприятия не коснулись радикальные процессы модернизации горных технологии второй половины XX века — переход на технологии с закладкой пустот твердеющими смесями и выщелачиванием металлов руд, а также замена пирометаллургических процессов переработки гидрометаллургическими. Таким образом устаревшие технологии добычи отличались высокими потерями и разубоживанием — до 30 % и 60 %, соответственно. Потери при добыче компенсировали интенсивной отработкой богатых руд. К середине 70-х на рудниках преобладали варианты магазинирования с оставлением целиков и отбойкой из буровых выработок.

### Производственный процесс
Добытая на верхних горизонтах руда рудоспусками доставлялась на 1 этаж (горизонт 1290 м) и выдавалась составами с электровозной тягой на промплощадку через штольню «Красная». На промплощадке располагалась разгрузочная эстакада, под которой находился капитальный рудоспуск пройденный до главного откаточного горизонта (7 горизонт, 1050 м). Руду, добытую на горизонтах ниже откаточного, поднимали шахтными стволами до 7-го горизонта Садонского рудника. Загруженные состав, через устье «Мизурской» штольни, выгружали полезное ископаемое на разгрузочной площадке у Мизурской горно-обогатительной фабрики, откуда сырье поступало на дробильную установку. После обогащения полученные концентраты доставляли автотранспортом на завод «Электроцинк».

## Структура
Садонский рудник включает в себя 23 основных горизонта, расстояние между которыми колеблется от 20 до 80 метров. Нижние рудные тела вскрыты пятью вертикальными шахтами — «Артём», «Кирова», «РЭШ», «Южная» и «Северная», 14-ю горизонтами и тремя штольням — «Южная», «Комсомольская» и «Мизурская». Главная откаточная штольня «Мизурская» (7 горизонт, 1050 м) выходила в посёлок Мизур к обогатительной фабрике. Южная рудная зона вскрыта штольней «Южная» (горизонт 1230 м). В посёлок Садон выходила штольня «Комсомольская» (1 горизонт, 1270 м).
Верхние рудные тела вскрыты штольнями, расположенными на 9 горизонтах (этажах). Откаточная штольня «Красная» (1 этаж, 1290 м) выходила в посёлок Садон. До второго горизонта (1240 м) Садонского рудника вниз пройдена вертикальная шахта «Ход», берущая начало в Згидском руднике на горизонте 1720 м (штольня № 17). Шахта «Артём», выходившая на дневную поверхность у промплощадки штольни «Красная», пройдена до 8-го горизонта (1010 м). Шахта «Кирова» высотой в 670 метров пройдена с горизонта штольни «А» (1070 м) до главного откаточного горизонта № 7 (1050 м). Слепой ствол шахты «Южная» соединял 12 горизонтов, подъёмная машина находилась в штольне «Красная». В последние годы работы Садонский рудник отрабатывал глубокозалегающие рудные тела. С главного откаточного горизонта (7 горизонта, 1050 м) вниз была пройдена слепая шахта «Северная». К моменту закрытия предприятия проходка новых выработок была остановлена на 14 горизонте (660 м). В настоящее время все горизонты ниже 7-го полностью затоплены шахтными водами.
Основные горные выработки простираются вдоль мощных рудных жил с запад на восток. Главные шахтные стволы расположены в центре рудничного поля, а вскрывающие месторождения штольни пройдены с разных флангов системы. Центральная вентиляция выработок осуществлялась нагнетанием свежего воздуха в систему двумя шахтными вентиляторами типа ВОКД-1,8. «Садонская» ГВУ находилась на устье штольни «Красная-бис», «Мизурская» ГВУ на устье штольни «Мизурская-бис». Верхние горизонты вентилировались вентиляторами местного проветривания.